# Vlag van Gunma

Vlag van Gunma (ratio 2:3)

De prefecturale vlag van Gunma bestaat uit een donkerpaars vlak met een wit gestileerd kanji 群 [gun] (wat "kudde" betekent) in het midden, omringd door drie witte halve maantjes die de bergen voorstelt.
In het midden van de vlag staan de Chinese karakters 君 en 羊 horizontaal gerangschikt tot 羣 (de oude vorm van 群) omringd door de drie prominente bergen van de prefectuur (Akagi, Haruna en Myōgi) gestileerd in halvemaanvormen om "groeiend Gunma" weer te geven. De paarse kleur vertegenwoordigt de culturele welvaart van de provincie Kozuke (Gunma in de oudheid). De prefecturale vlag werd op 25 oktober 1968 aangenomen.